# مسجد بني هاشم
مسجد بني هاشم هو مسجد تاريخي يعود إلى عصر الدولة الصفوية والدولة الزندية، ويقع في تبريز.